# 洛薩普環礁

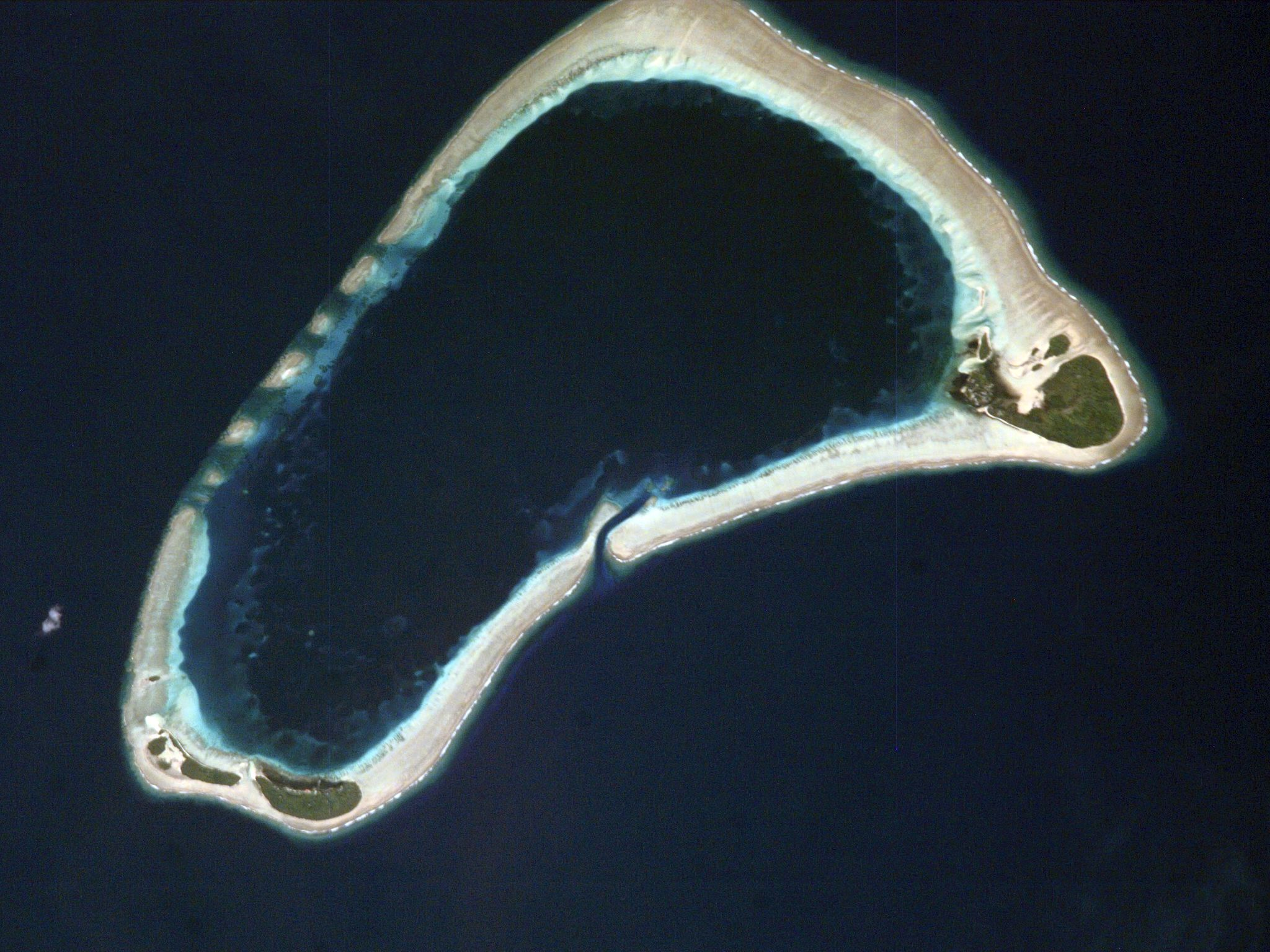

洛薩普環礁是西太平洋島國密克羅尼西亞聯邦的環礁，屬於加羅林群島的一部分，位於納馬島東南13公里，由14個島嶼組成，長10公里、寬6公里，土地面積1.04平方公里，潟湖積28平方公里，最高點海拔高度37米，2000年人口875。

## 外部連結
- Directory of the islands of Micronesia （页面存档备份，存于）

07°20.41′N 151°50.31′E / 7.34017°N 151.83850°E